# Christian Zervos

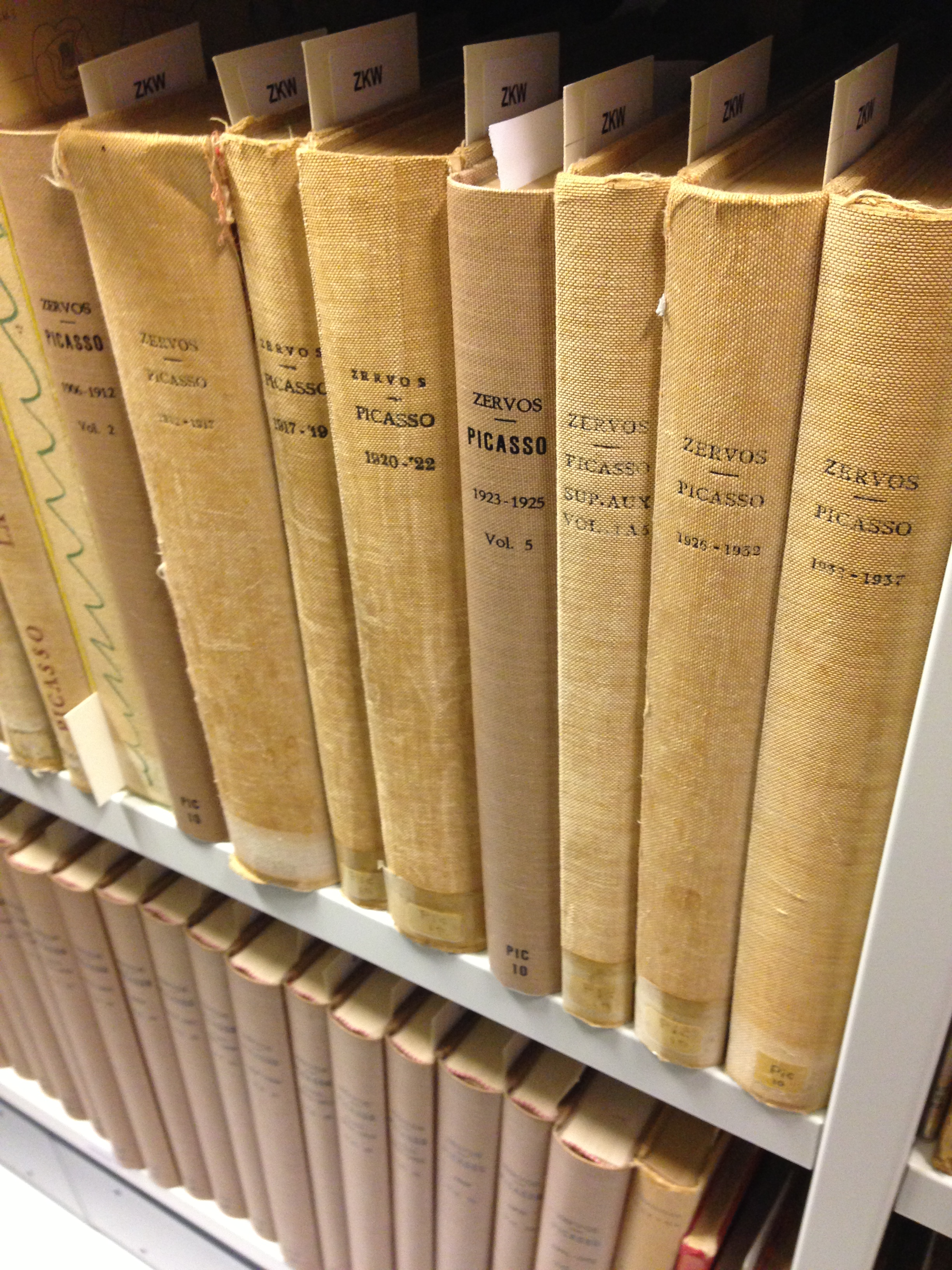
Picasso catalogue raisonné

Christian Zervos (Argostoli, Cefalònia Grècia, 1889 - París, 1970) fou un col·leccionista d'art, escriptor i editor francès.
Més conegut com a editor de llibres que com un crític d'art per dret propi, Zervos va fundar la revista Cahiers d'art (1926 - 1960) a París, i va obrir una galeria d'art.
Gran coneixedor de la pintura moderna en el seu temps, així com de l'art grec i art prehistòric. Va publicar diversos llibres, entre els quals destaquen: L'art de Creta, L'Art de les Cíclades, L'art a l'époque de Rennes-en-France, i un catàleg raonat de l'obra de Pablo Picasso.

## Obres rellevants
- Picasso, œuvres de 1920-1926, éditions Cahiers d'art, 1926
- Raoul Dufy, éditions Cahiers d'art, 1928
- Catalogue raisonné des œuvres de Pablo Picasso, éditions Cahiers d'art, Paris, 1932-1978.
- Matthias Grünewald : le retable d'Isenheim, éditions Cahiers d'art, 1936.
- Histoire de l'art contemporain, éditions Cahiers d'art, 1938
- Dessins de Picasso, éditions Cahiers d'art, 1949
- Fernand Léger : œuvres de 1905 à 1952, éditions Cahiers d'art, 1952.
- Civilisation de la Sardaigne : néolithique au nouragique, éditions Cahiers d'art, 1954
- L'art des Cyclades, du début à la fin de l'âge du bronze, 2500-1100 avant notre ère, éditions Cahiers d'art, 1957.
- Corpora, éditions Cahiers d'art, 1957
- Chauvin, éditions Cahiers d'art, 1960
- Brancusi, éditions Cahiers d'art, 1957
- Art de la Mésopotamie, éditions Cahiers d'art, 1935
- Art de la Catalogne, éditions Cahiers d'art, 1937
- L'art à l'époque du renne en France;
- Naissance de la civilisation en Grèce;
- L'art de la Crète'
- La civilisation hellénique du XI a VIII siècle.